# ويليسدين غرين (محطة مترو أنفاق لندن)

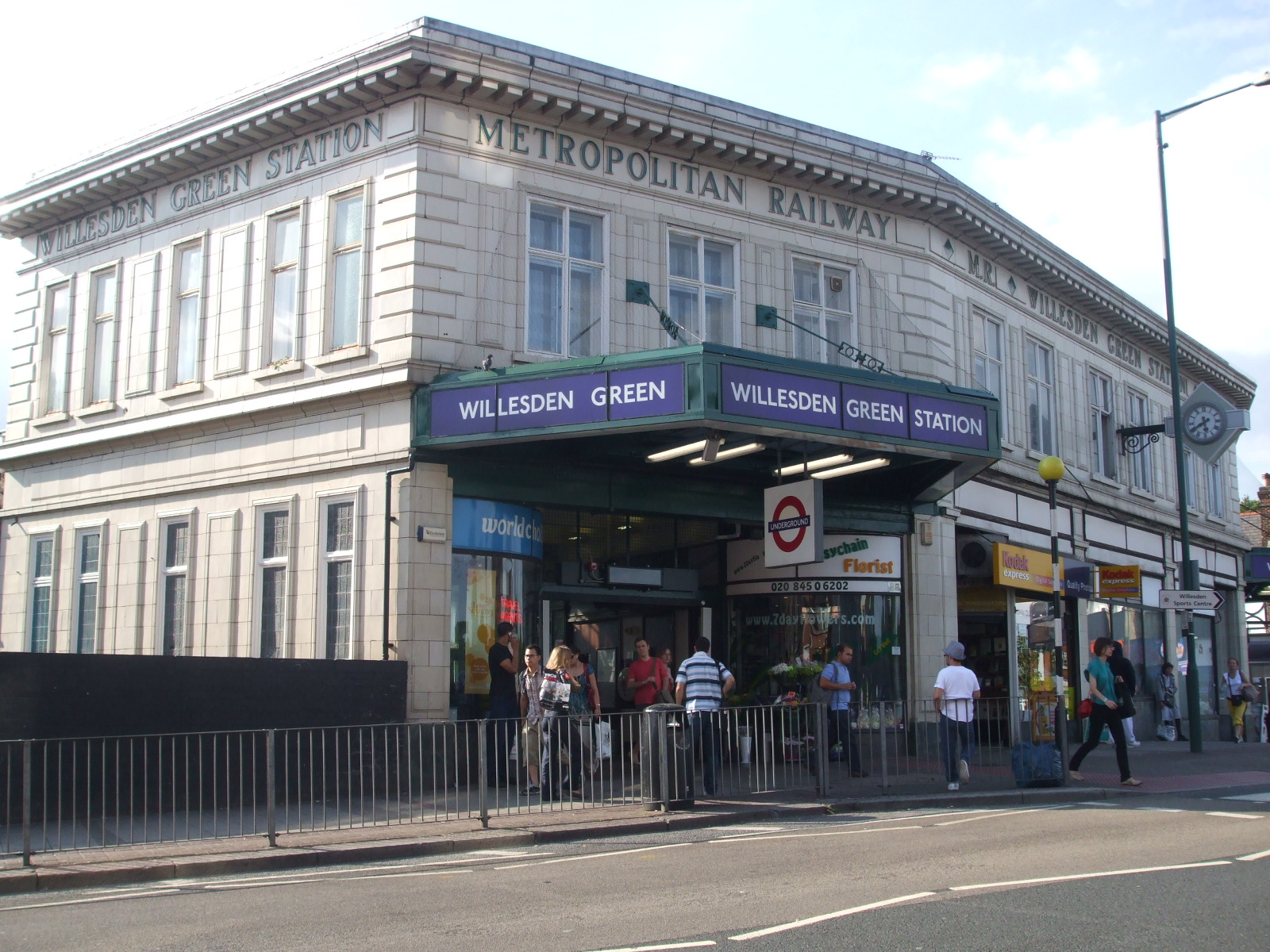
واجهة مبنى محطة المترو ويليسدين غرين، لندن

ويليسدين غرين (بالإنجليزية: Willesden Green)‏ هي إحدى محطات مترو أنفاق لندن. تقع على خط جوبيلي أفتتحت في المنطقة (Zone) رقم 2 و3 أفتتحت في 24 نوفمبر 1879.

## معرض صور

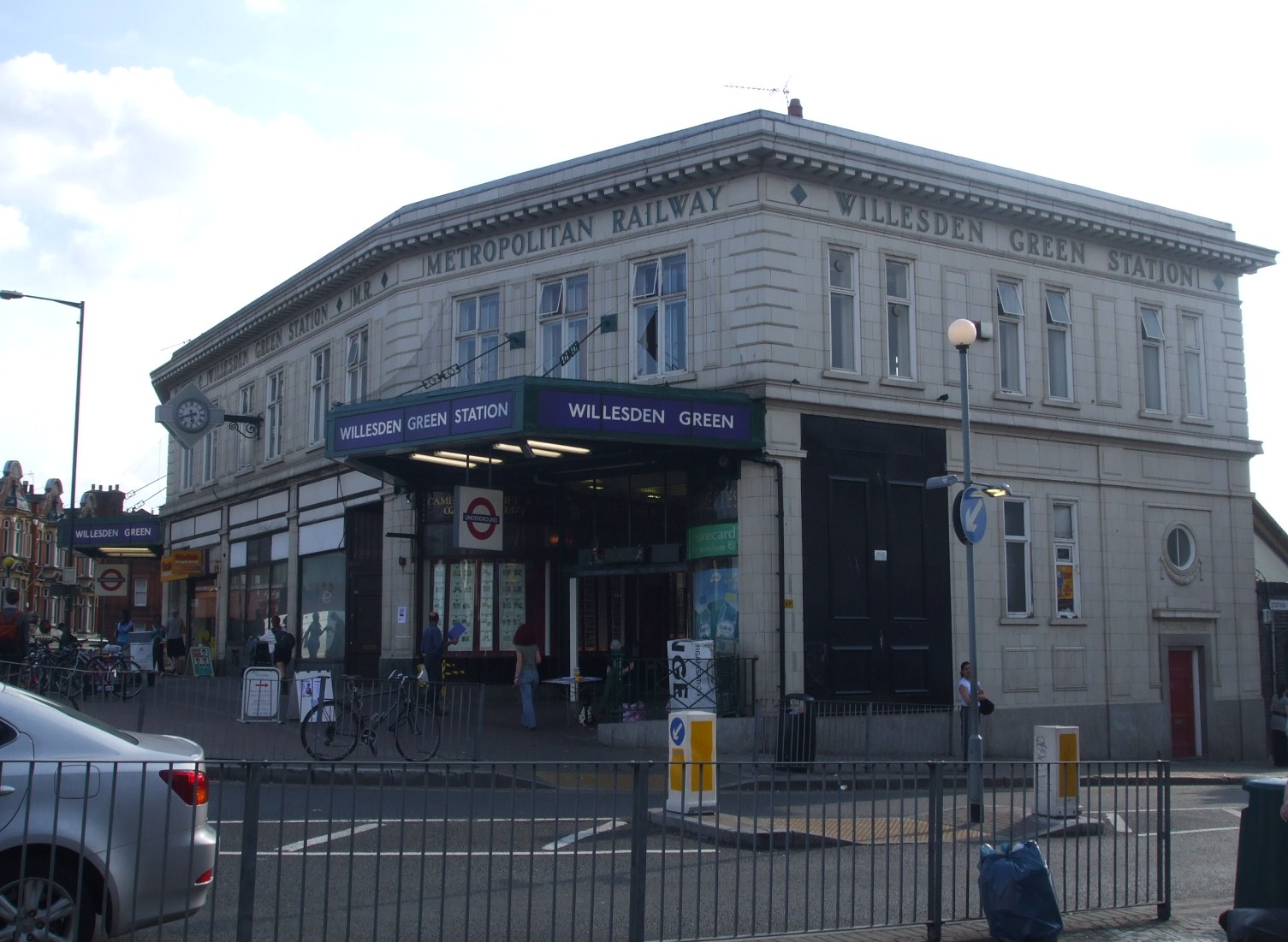
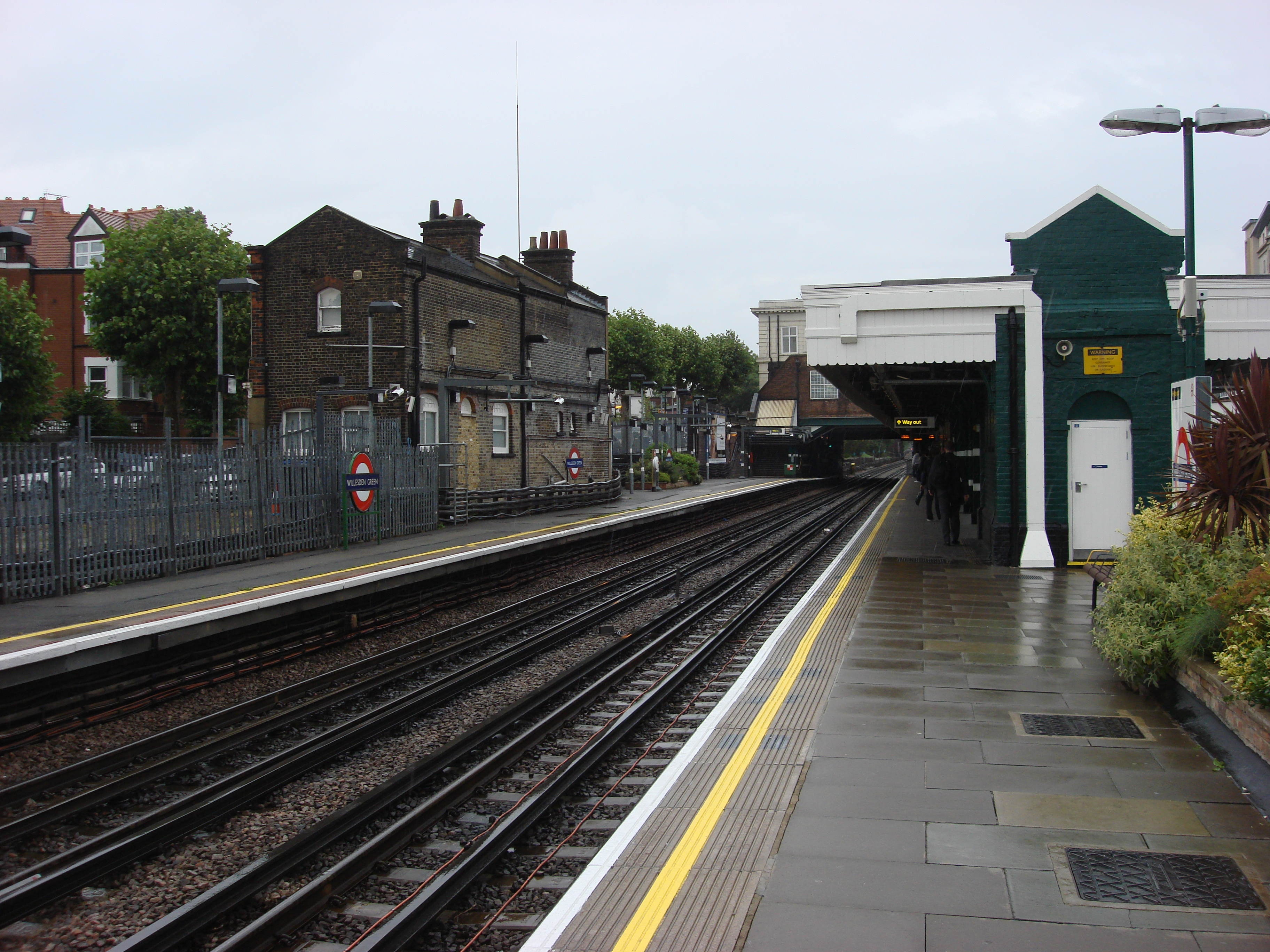
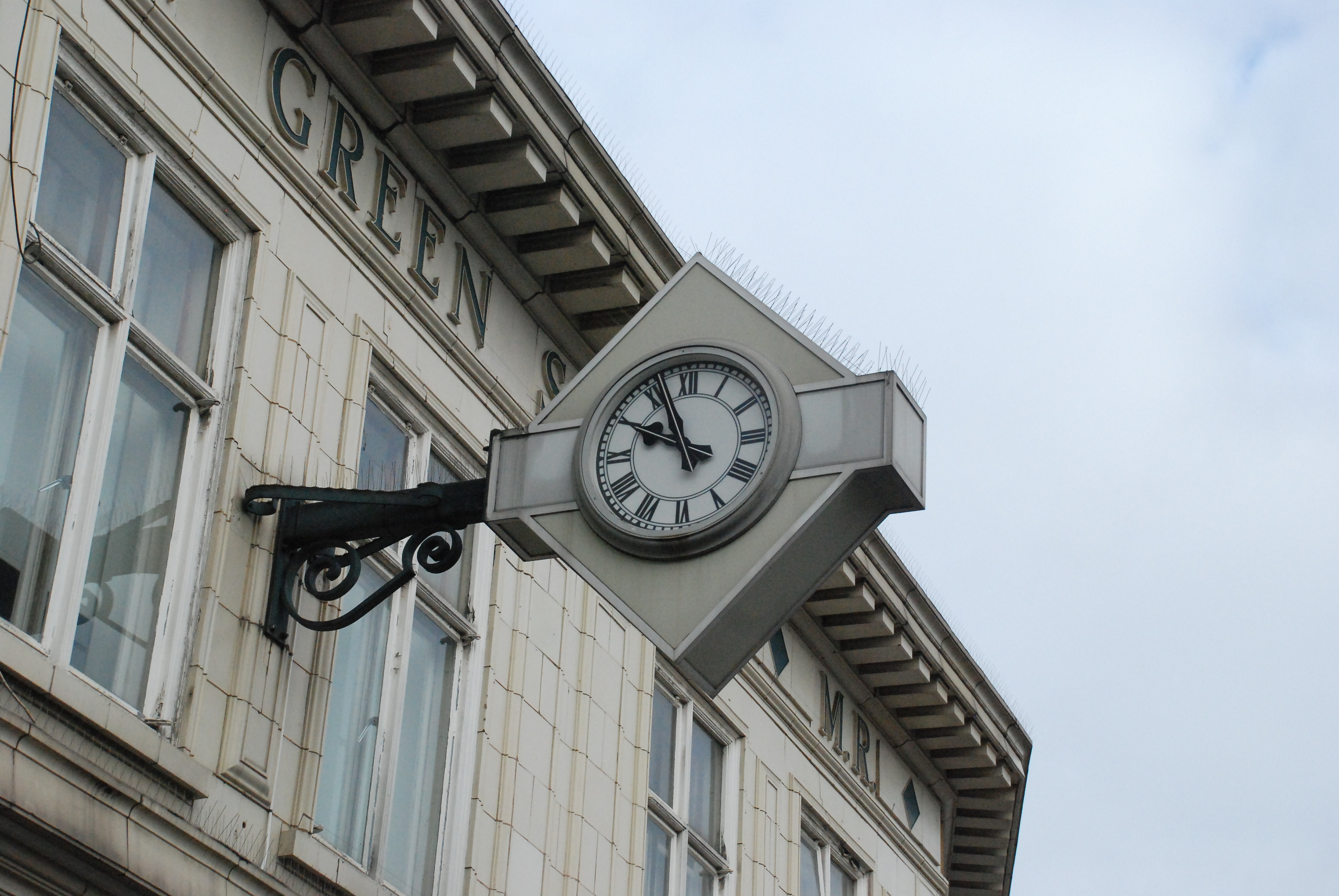
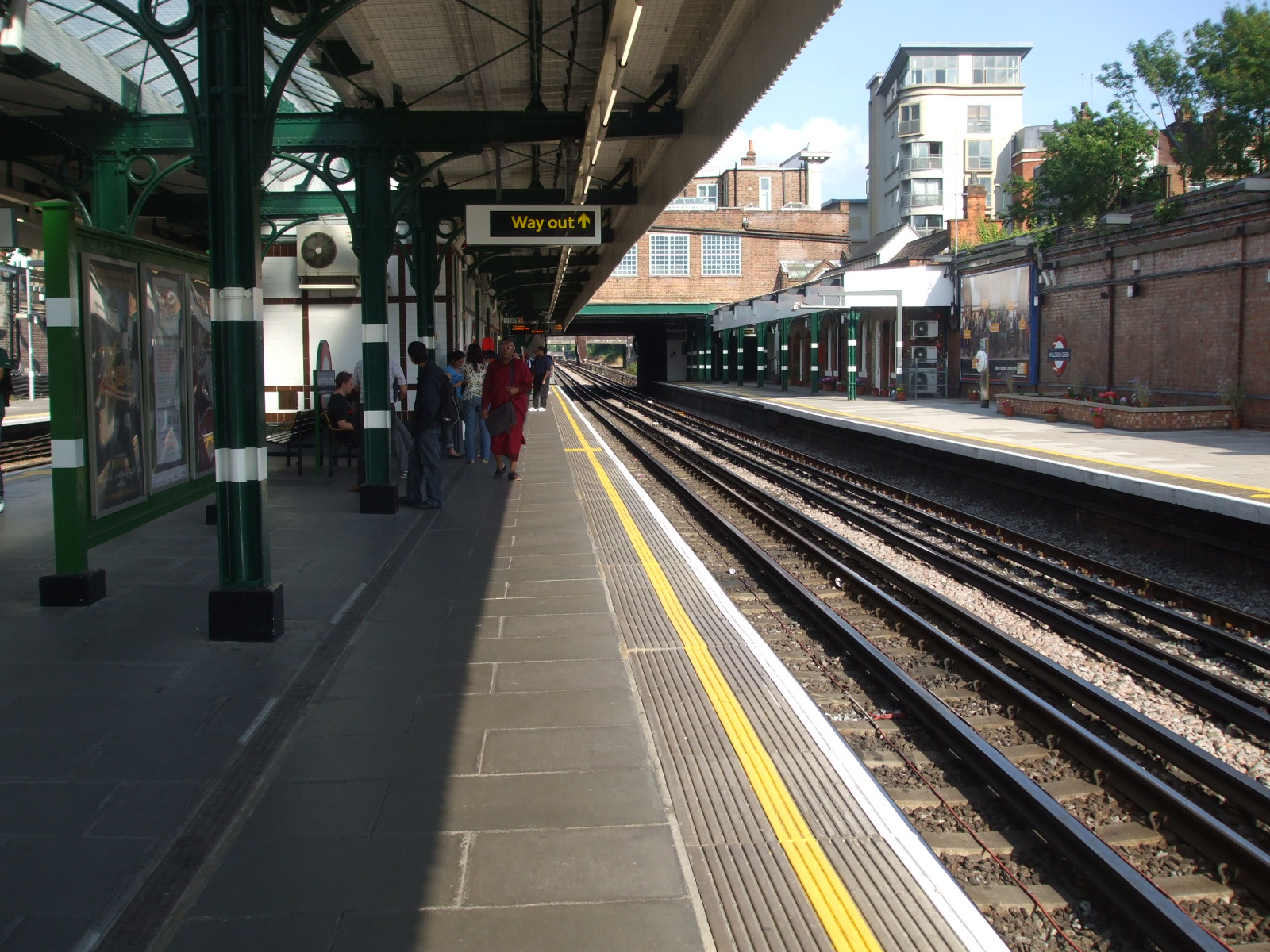
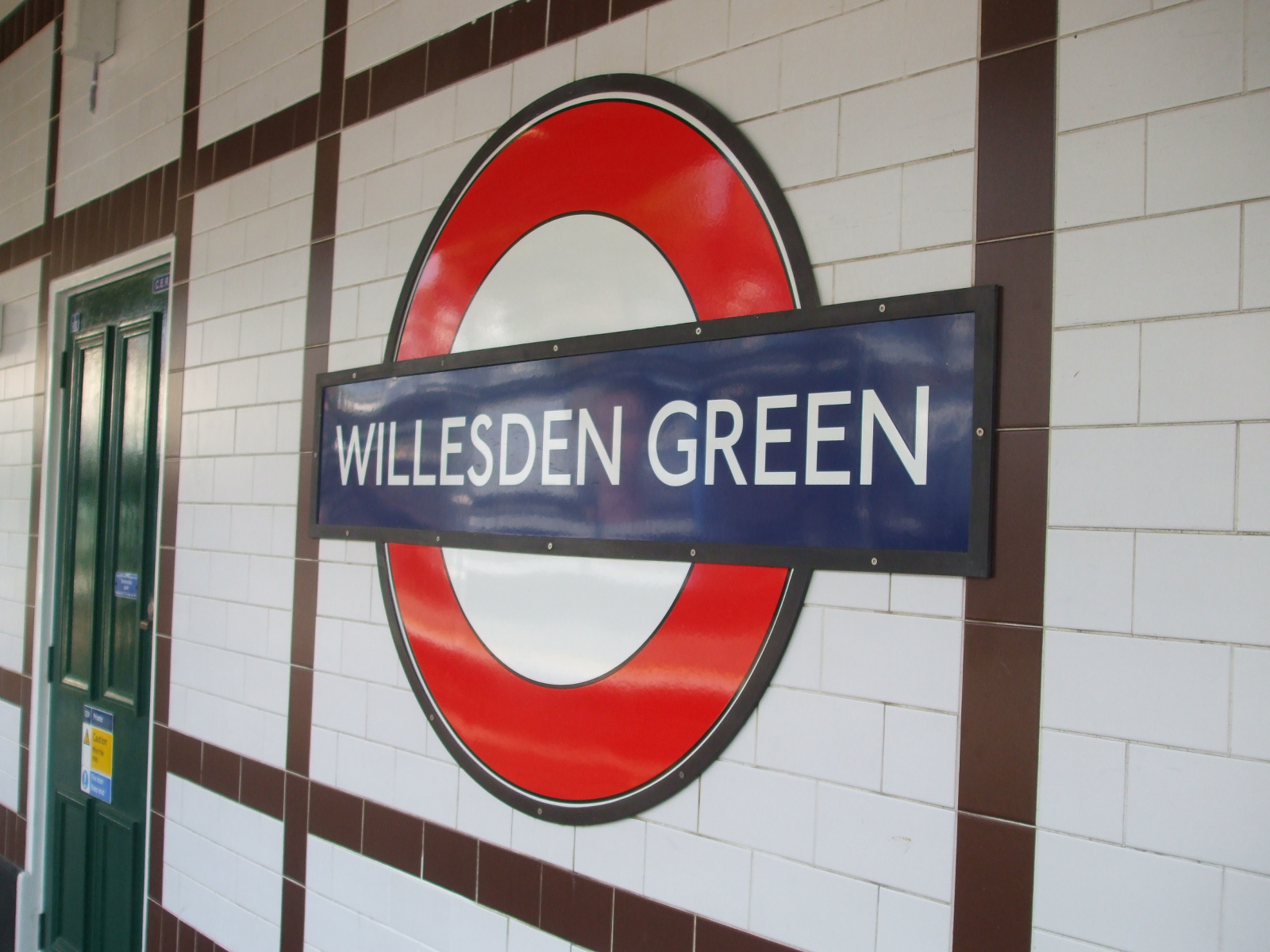
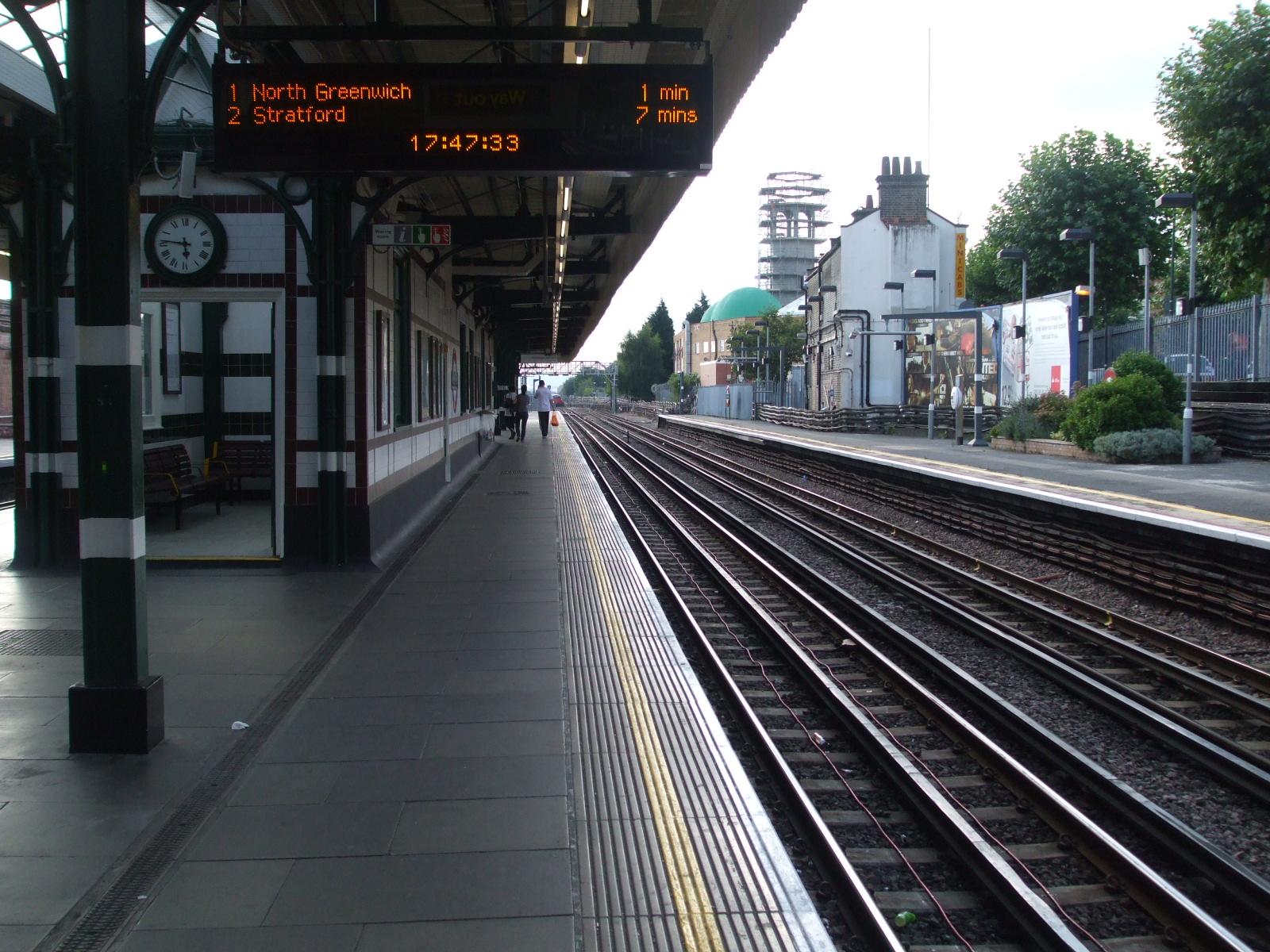